# Бюрмалсен
Бюрмалсен (нід. Buurmalsen) — село в нідерландській провінції Гелдерланд. Входить до муніципалітету Вест-Бетюве. Частини території села належать до муніципалітету Бюрен.
Перша згадка про населений пункт датується 850 роком. Протягом 1818—1978 років мало статус окремого муніципалітету.

## Галерея

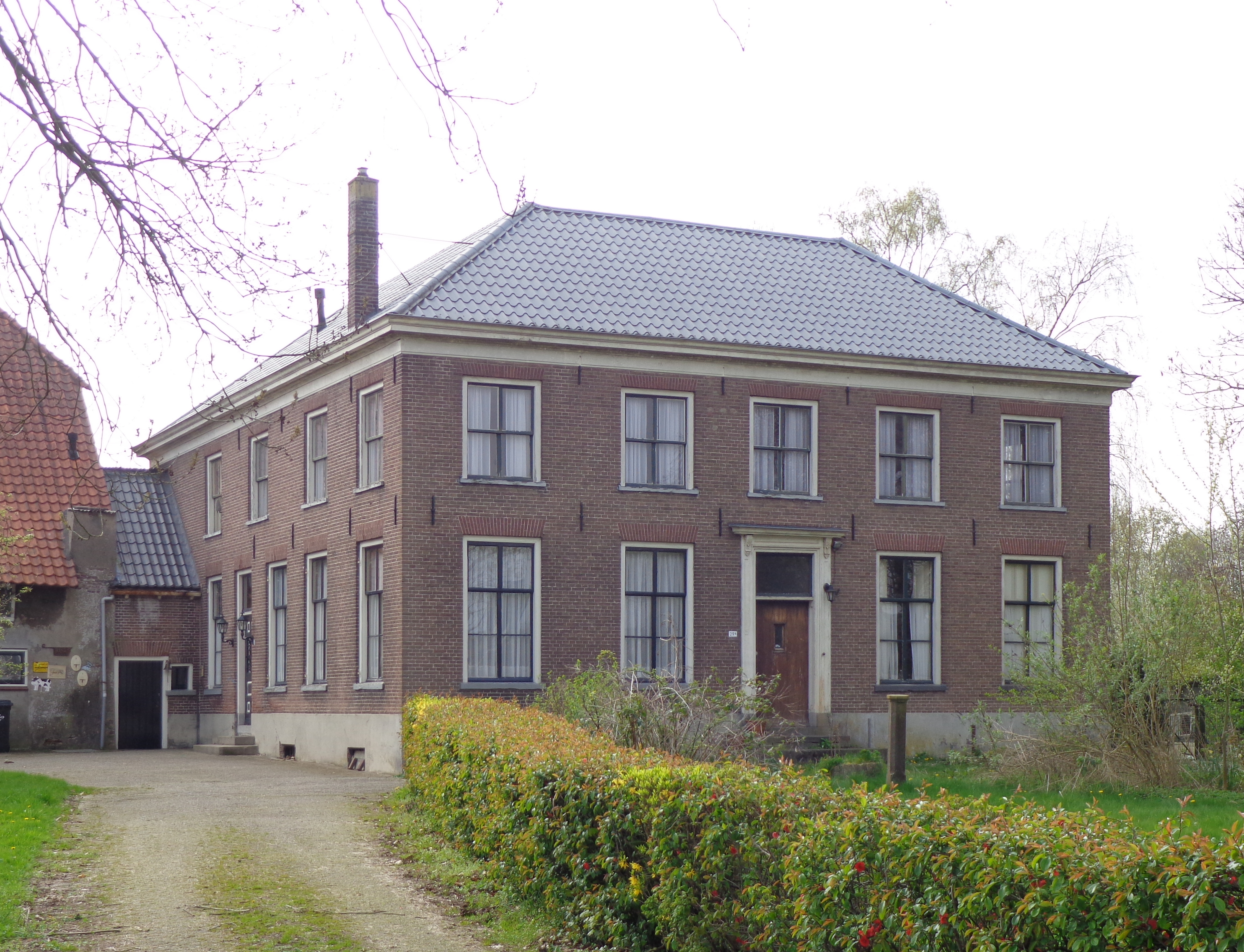
Ферма
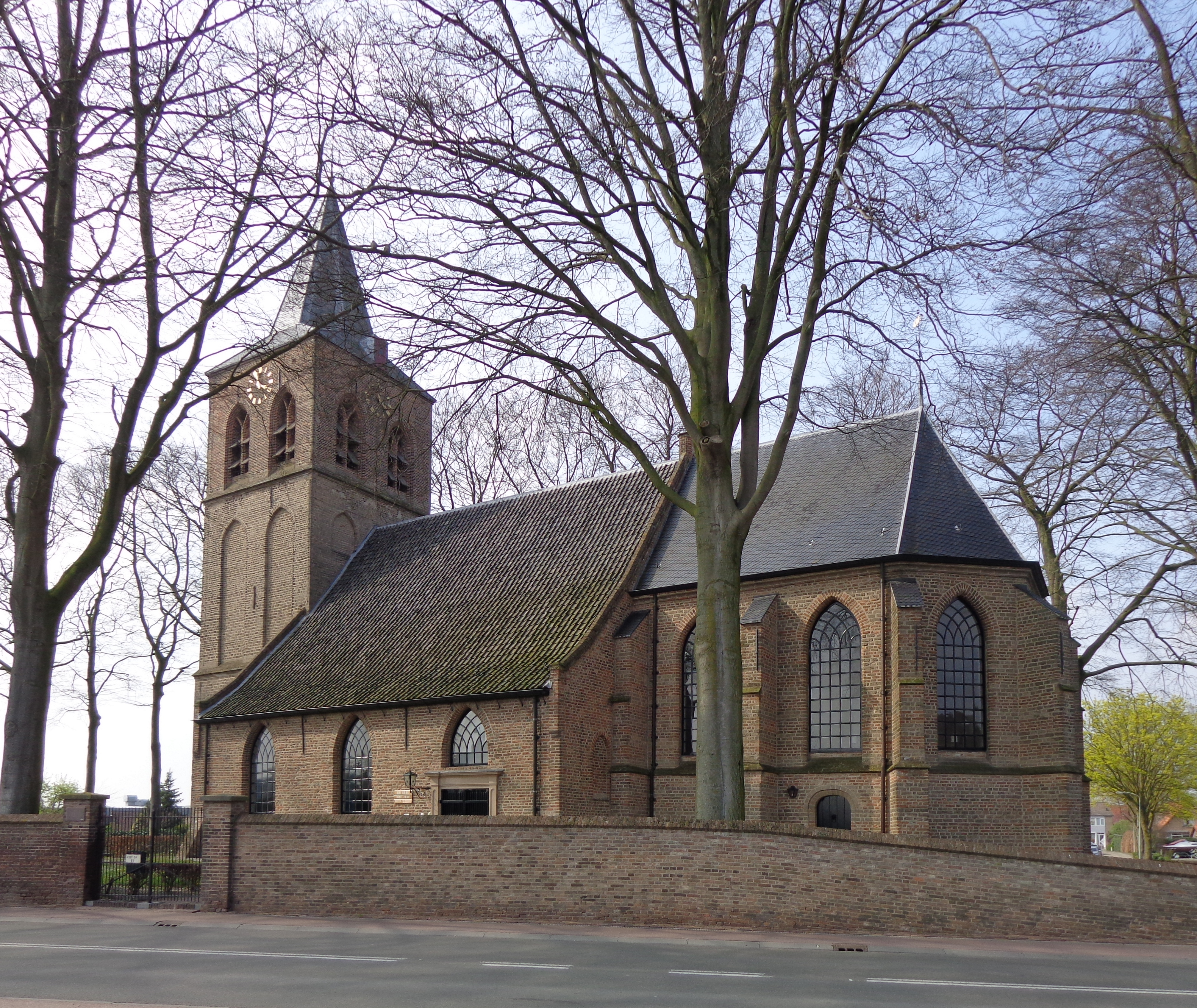
Реформістська церква
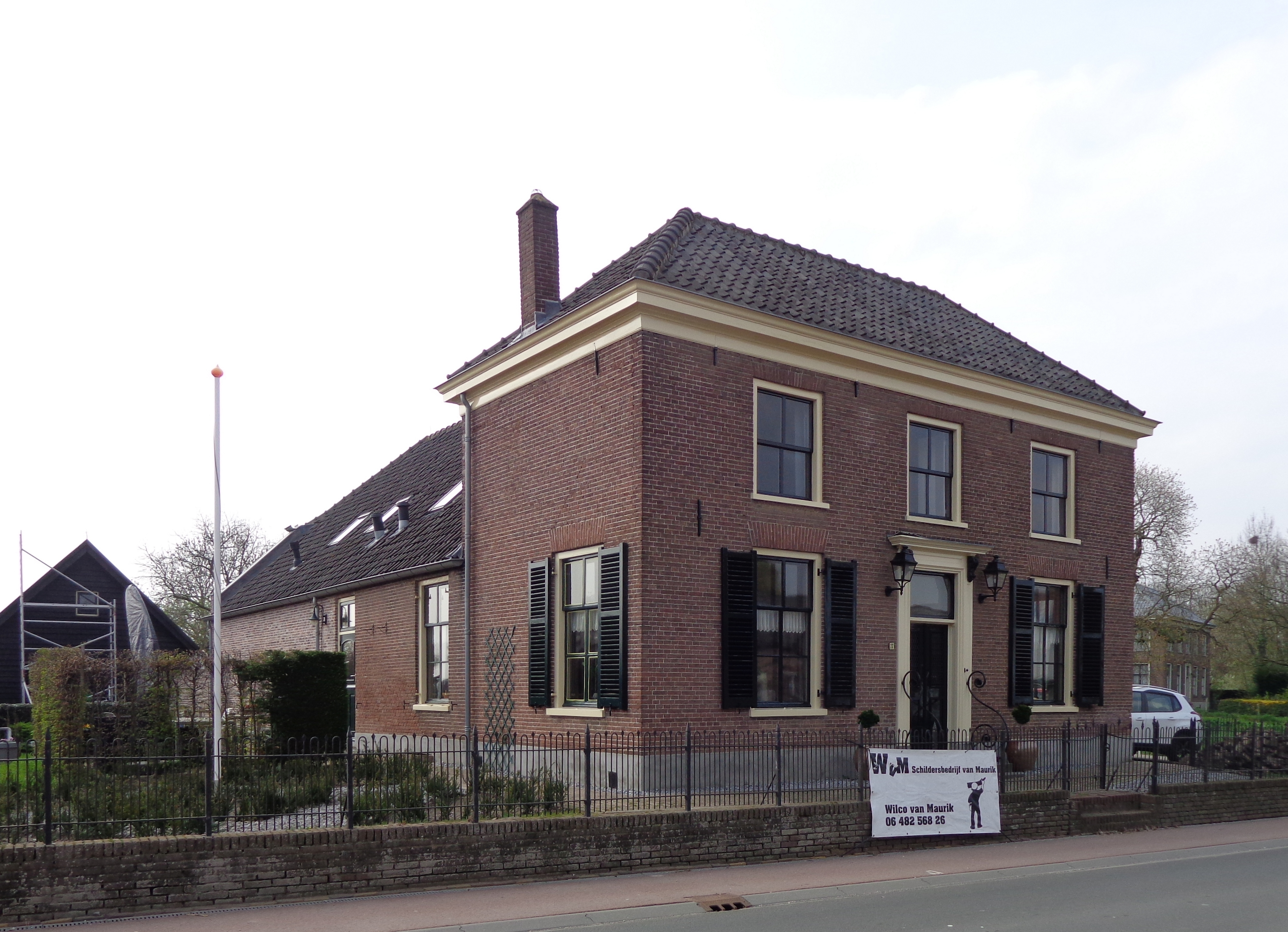
Ферма
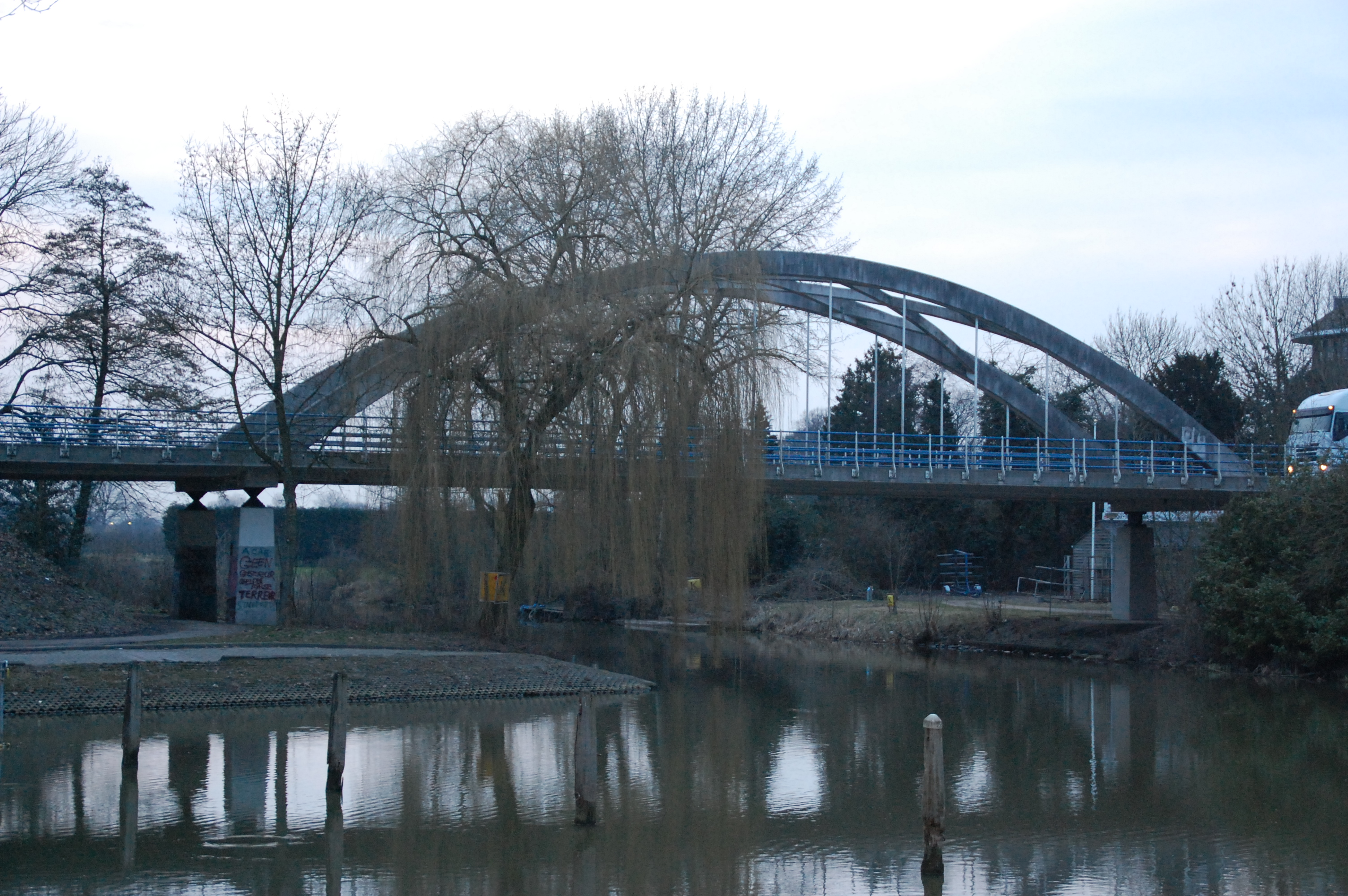
Міст на дорозі на Гелдермалсен